# Erica praenitens
Erica praenitens är en ljungväxtart som beskrevs av Ignaz Friedrich Tausch. Erica praenitens ingår i släktet klockljungssläktet, och familjen ljungväxter. Inga underarter finns listade i Catalogue of Life.